# K6 (Berg)
Der K6 ist ein 7282 m hoher Berg in Gilgit-Baltistan in Pakistan. Auf seinem Gipfelgrat liegen zwei weitere Erhebungen, der 7130 Meter hohe Mittelgipfel und der 7100 Meter hohe Westgipfel.

## Lage
Er trägt den Beinamen Baltistan Peak und befindet sich in den Masherbrum-Bergen im Karakorum. Seine nordöstlichen Nachbarn sind der 7041 m hohe Link Sar und der 6934 m hohe K7. Unter seiner Nordwand befindet sich der Charakusagletscher, der nach Nordwesten zum Flusstal des Hushe fließt. Im Osten befindet sich der Kaberigletscher, der nach Süden abfließt.

## Besteigungsgeschichte
Die Erstbesteigung gelang Eduard Koblmüller als Leiter sowie Gerhard Haberl, Dietmar Entlesberger und Gerd Pressl als Mitglieder einer österreichischen Expedition am 17. Juli 1970. Ein zweiter Besteigungsversuch weiterer Expeditionsteilnehmer scheiterte am Wetter.